# Санта-Марія-ін-Капелла
Санта Марія ін Капелла — церква у Римі, в районі Трастевере.

## Історія
Церква була освячена приблизно 25 березня 1090 р.  Папою Урбаном II, про що свідчить табличка епіграфів, що збереглася всередині біля входу. Транскрипція Армелліні, яку він опублікував у 1891 році, говорить:
| + Ann[o] D[omi]ni MillXC, Ind[icatione] III, Men[sis] Martius d[ie] XXV, dedicata e[st] h[a]ec eccl[esi]a S[an]c[ta]e Mari[a]e qu[a]e appella ad pinea, per ep[iscop]os Ubaldu[m] Savinen[sem] et Ioh[anne]m Tuculans[em] tem[pore] D[omi]ni Urbani II pap[a]e, in qua sunt reliq[uia]e ex vestimentis S[an]c[ta]e Mari[a]e Virg[inis], rel[iquiae] s[ancti] Pietro apli Cornelii P[a]p[ae] Calixst[i] P[a]p[ae] Felicis P[a]p[ae] Yppoliti Mart[yris], Anastasii Mar[tyris] Melix Marmeniei Martyris. Da Damaso vitam post mortem, XP Redemptor. |
Поточний заголовок має невизначений початок, і його тлумачення різні:
Це, можливо, свідчить про те, що засновником був хтось, кого називають Дамасом.
Слід зазначити, що подія 1090 була освяченням, а не свідченням першої будівлі церкви. Проте вже ясно, що будівля стояла на місці структури, що датується близько 400 р.н.е., деякі залишки якого залишились у правій частині проходу після завершення реставрації.
Церква не часто згадується після XI століття. На додаток до освячення вівтаря в 1113 році, церква згадувалась, коли правий неф був закритий для публіки, а в 1391 році Андреоцо Понц'яні, батько Франчески Романи, заснував після реставрації лікарню Святого Спасителя. Після його смерті лікарню було доручено Франчесці, а потім церква перейшла до Округу Святого Франциска Римського.
Пізніше лікарня мала прикріплений цвинтар, що вказує на те, що церква була на місці заздалегідь, але це, здається, є єдиним доказом.

## Фасад та кампаніла
Простий фасад у його нинішньому вигляді походить від реконструкцій кінця 19-го століття, але все ще містить деякі старі частини. Він одноосьовий та одноповерховий. Арочні вікна розташовані вище, однак, вже принаймні, починаючи з 1754 року в цьому місці. Передбачалося, що карниз все ще був середньовічним, який виявився помилковим, це також робота 19 століття. Однак, тепер, видимий карниз, все ще може бути залишком оригіналу .
Кампаніла праворуч за фасадом все ще залишається середньовічним. Вона сягає 11 століття, хоча джерела називають 12 століття, але це спростоване аналізом.

## Цікаві факти
Кістки, віднесені до Св. Петра, були виявлені випадково. Релікти святого, котрий вважається першим папою, були знайдені в глиняних горщиках. Два горщики римської епохи з написом на кришках, що вказує, що всередині були не тільки фрагменти кісток від Св. Петра, але також три ранні папи - Корнелій, Калікст, Фелікс, мученик Іполит, мученики Анастасій, Фелікс та Мармінія. Багато століть було відомо, що реліквії можуть існувати. Але до цих пір реліквії не були знайдені. Залишки були передані до Ватикану для подальшого вивчення. Невідомо, як і чому мощі були заховані саме в Церкві Санта Марія ін Капелла. Одна із теорій полягає в тому, що вони були перенесені туди з Ватикану папою Урбаном II під час розколу всередині католицької церкви.(англ.)

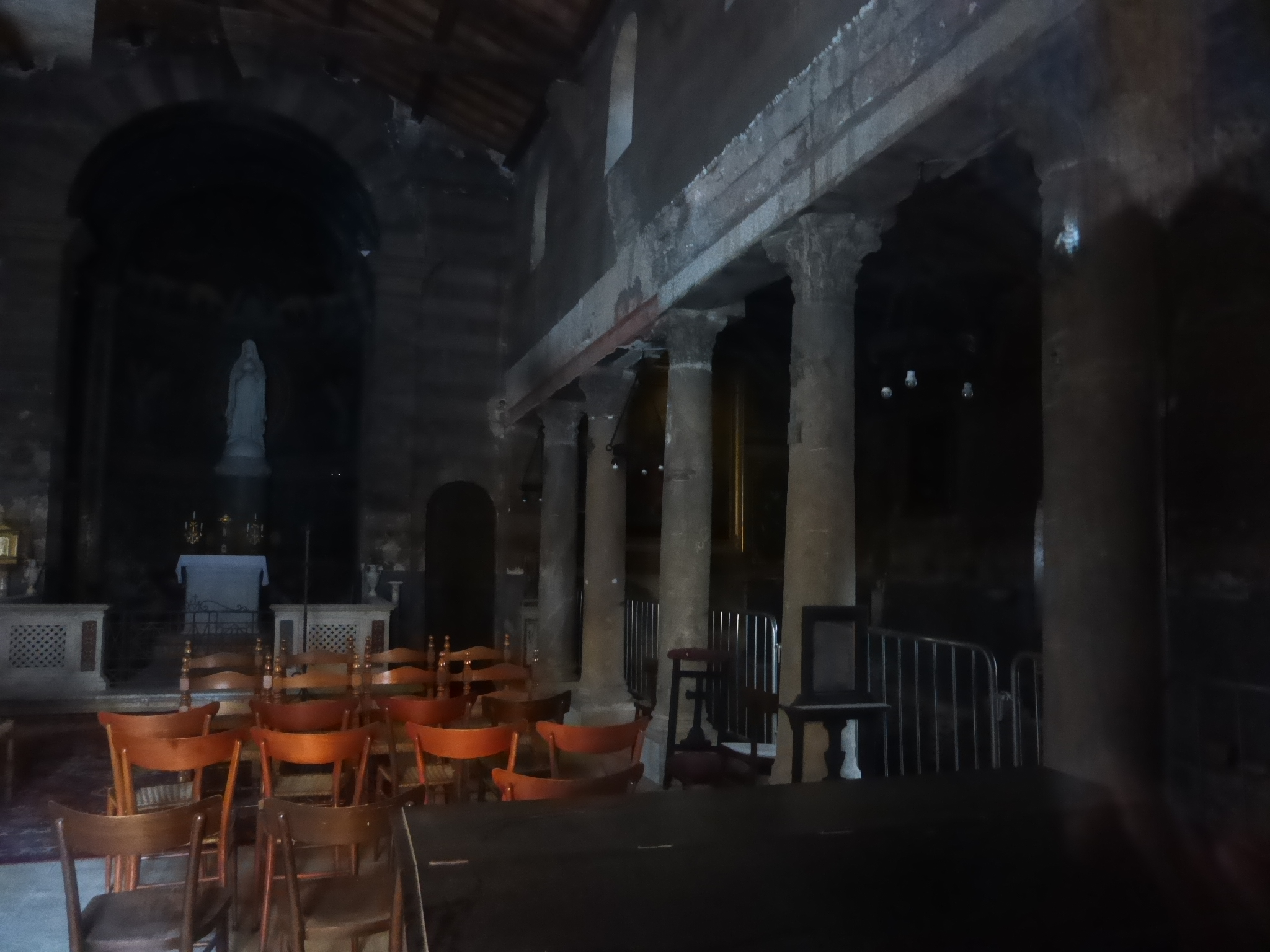
В каплиці, інтер'єр

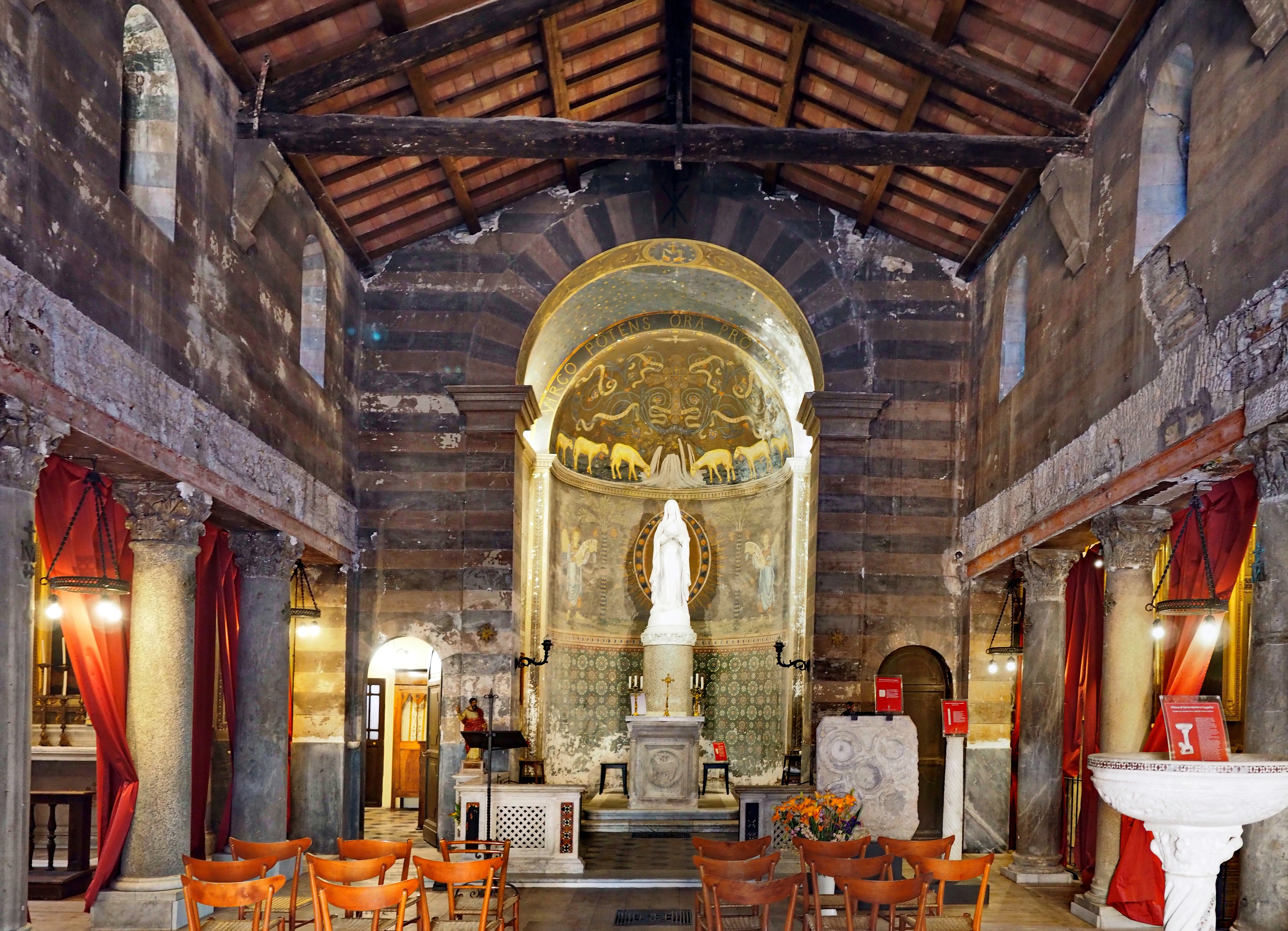
Неф

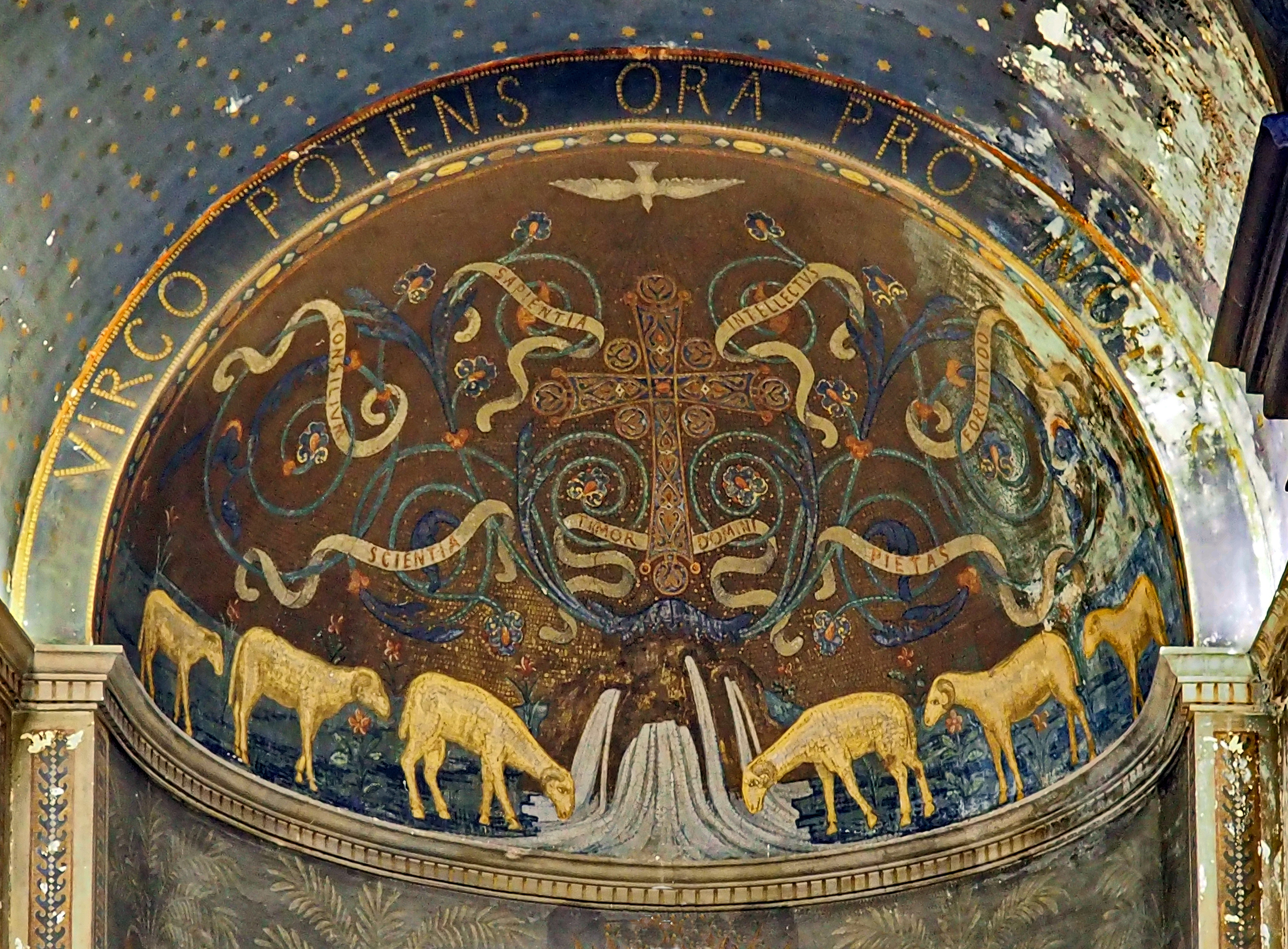
Розпис над входом

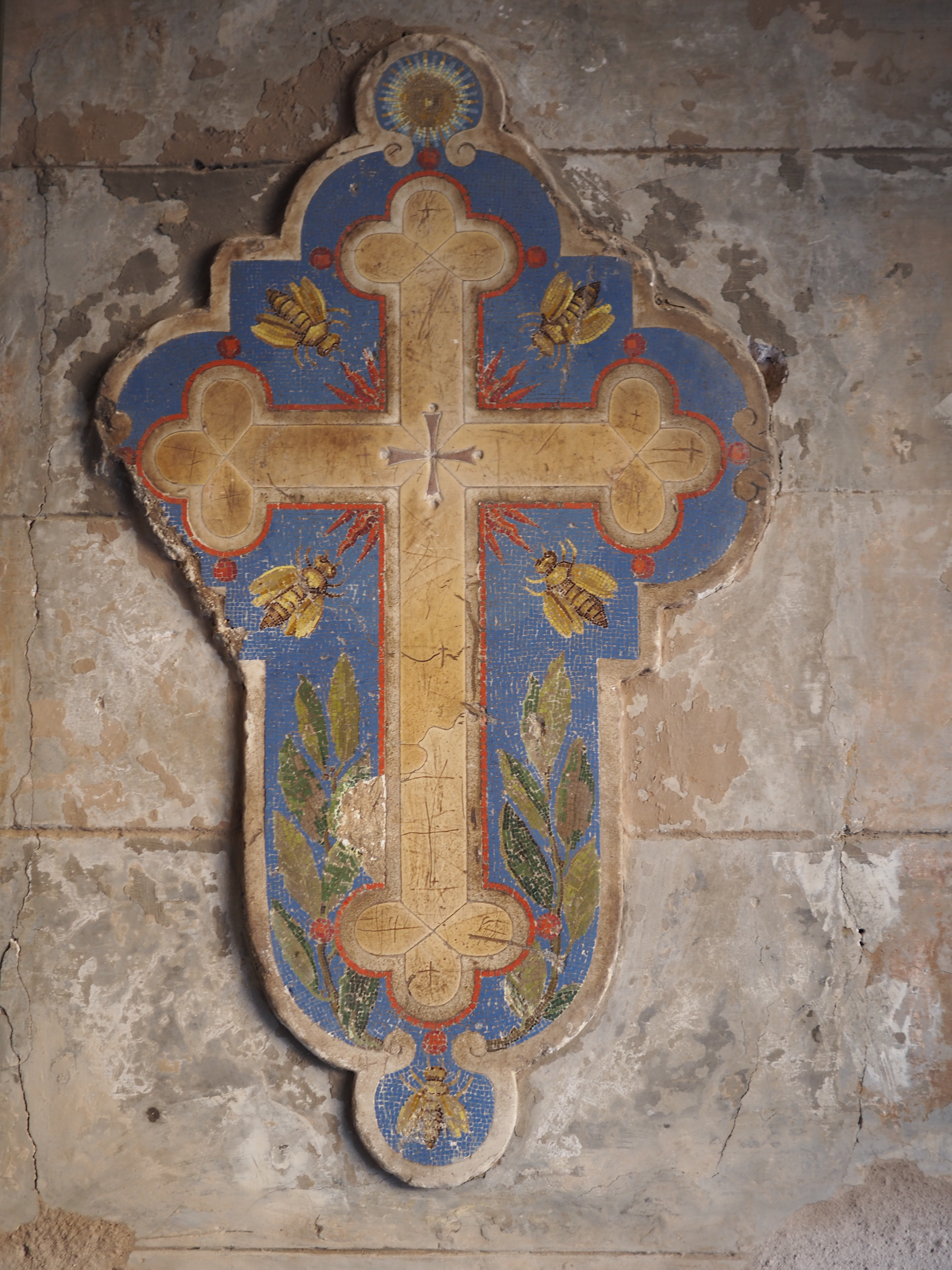
Урбан VIII

.